# Bengalščina
Bengalščina বাংলা  je indoiranski jezik iz Južne Azije, ki se je razvil iz sanskrta, palija in prakrita.